# Tabounte
Tabounte (en tifinagh : ⵜⴰⴱⵓⵏⵜ ; en arabe : تبونت) est une localité de la commune rurale marocaine de Tarmigt, près de la ville de Ouarzazate.
Pour le Haut-Commissariat au plan, elle constitue une « ville » — au même titre que d'autres localités constituant le centre urbain d'une commune rurale — en tant qu'unité statistique.